# 瓦休甘沼澤
瓦休甘沼澤是西伯利亞西部的沼澤，位於俄羅斯的新西伯利亞州、鄂木斯克州和托木斯克州境內的鄂畢河左岸，面積53,000平方公里，是全球最大的沼澤之一。
瓦休甘沼澤是該區的淡水水庫，也是一些瀕危物種的棲息地。